# 有間カオル
有間 カオル（ありま カオル）は、日本の小説家。東京都出身。

## 経歴・人物
法政大学文学部哲学科卒業。2009年、『太陽のあくび』で、電撃小説大賞の一部門として新設された「メディアワークス文庫賞」の最初の受賞者となる（野﨑まどと同時受賞）。同作は、2009年12月、メディアワークス文庫の創刊ラインナップのうちの1冊として刊行された。

## 作品リスト

### 単行本

#### 一迅社
- ボタニカル（2016年5月）

#### 東京創元社
- 気まぐれ食堂 神様がくれた休日（2016年8月）

#### アスキー・メディアワークス
- お隣さんは小さな魔法使い （2017年7月）

#### 二見書房
- 氷住灯子教授と僕とＹの世界（2022年6月）

#### アリス館
- 旅する妖精たち（2024年3月）

### 文庫

#### メディアワークス文庫
- 太陽のあくび （2009年12月）
- 死神と桜ドライブ （2010年3月）
- めげないくんとスパイシー女上司 （2010年8月）
- サムシング・フォー 〜4人の花嫁、4つの謎〜 （2011年6月）
- 魔法使いのハーブティー （2013年3月）
- 招き猫神社のテンテコ舞いな日々 （2014年11月）
- 招き猫神社のテンテコ舞いな日々2 （2015年7月）
- 招き猫神社のテンテコ舞いな日々3 （2016年9月）
- アルケミストの不思議な家 （2018年6月）
- 迷える羊の森 フィトセラピスト花宮の不思議なカルテ （2019年8月）
- お隣さんは小さな魔法使い（2021年８月）※文庫落ち

#### ハルキ文庫
- 夢見るレシピ ゲストハウスわすれな荘（2014年12月）
- スープのささやき ゲストハウスわすれな荘（2015年9月）
- 荒木町奇譚（2018年1月）

#### 東京創元社文庫
- 気まぐれ食堂 神様がくれた休日（なつやすみ）（2018年5月）

#### 宝島社文庫
- 青い花の下には秘密が埋まっている　四季島植物園のしずかな事件簿（2020年８月）

#### 二見ホラー×ミステリー文庫
- パラサイトグリーン　ある樹木医の記録　※ボタニカル改題　（2021年７月）

#### 実業之出版社文庫
- 忘れものは絵本の中に（2024年8月）

### WEB連載

#### 福音館書店
- 小さな庭のないしょ話（2019年4月～）

### メディアミックス

#### エンターブレイン
- 招き猫神社のテンテコ舞いな日々 コミカライズ（B's-LOG COMICS 2016 Apr. Vol.39より連載開始）
- コミック 招き猫神社のテンテコ舞いな日々1巻 （2016年9月） 画：八街潤
- コミック 招き猫神社のテンテコ舞いな日々2巻 （2017年6月） 画：八街潤

### 小説講座講師
池袋コミュニティカレッジ「そうだ小説を書こう」　2019年〜